# Przepuszczalność gruntu
Przepuszczalność gruntu (ang. water permeability of rock), własności filtracyjne gruntu lub skały – charakteryzuje zdolność gruntu do przewodzenia wody (przepuszczalność hydrauliczną gruntu). Determinuje ona filtrację, gdy pojawią się warunki powodujące przepływ wody podziemnej (spadek hydrauliczny będzie większy od zera). Przepuszczalność gruntu wyraża się współczynnikiem filtracji.

## Przepuszczalność gruntów
Powszechnie (potocznie) grupuje się wiele gruntów jako przepuszczalne lub nieprzepuszczalne. W szczególności, za:
- przepuszczalne uznaje się najczęściej piaski, żwiry (ogólnie grunty grubszych frakcji)
- nieprzepuszczalne (słabo przepuszczalne) – iły, gliny, pyły (grunty drobniejszych frakcji)

## Podział skał według własności filtracyjnych[1]
| Charakter przepuszczalności | Współczynnik filtracji [m/s] | Współczynnik filtracji [m/h] | Współczynnik przepuszczalności [darcy] |
| --- | ---------------------------- | ---------------------------- | -------------------------------------- |
| Bardzo dobra: - rumosze - żwiry - piaski gruboziarniste i równoziarniste - skały masywne z bardzo gęstą siecią drobnych szczelin          | > 10−3                       | > 3,6                        | > 100                                  |
| Dobra: - piaski różnoziarniste, średnioziarniste - kruche, słabo spojone gruboziarniste piaskowce - skały masywne z gęstą siecią szczelin | 10−4-10−3                    | 0,36-3,6                     | 10-100                                 |
| Średnia: - piaski drobnoziarniste - less                                                                                                  | 10−5-10−4                    | 0,036-0,36                   | 1-10                                   |
| Słaba: - piaski pylaste, gliniaste - mułki - piaskowce - skały masywne z rzadką siecią drobnych spękań                                    | 10−6-10−5                    | 0,0036-0,036                 | 0,1-1                                  |
| Skały półprzepuszczalne: - gliny - namuły - mułowce - iły piaszczyste                                                                     | 10−8-10−6                    | 0,000036-0,0036              | 0,001-0,1                              |
| Skały nieprzepuszczalne: - iły - iłołupki (łupki ilaste) - zwarte gliny ilaste - margle ilaste - skały masywne niespękane                 | <10−8                        | < 0,000036                   | < 0,001                                |